# Semicossyphus reticulatus
Semicossyphus reticulatus es una especie de peces de la familia Labridae en el orden de los Perciformes.

## Morfología
Es una especie hermafrodita. Las hembras, al alcanzar diez años de edad, se transforman en machos, y van a desafiar en duelo al viejo líder de su grupo (como explicado en el primer episodio del documentario de la BBC "Blue Planet II").
Los machos pueden llegar alcanzar los 100 cm de longitud total y los 14,7 kg de peso. Semicossyphus reticulatus posee una protuberancia circular en su cabeza similar a la del Napoleón (Cheilinus undulatus).

## Distribución geográfica
Se encuentra al sur del Corea, Japón y Mar de la China Meridional. A pesar de su tamaño corporal y de su abundancia, se sabe relativamente poco de Semicossyphus reticulatus.